# Мистецтво Урарту
Мисте́цтво Ура́рту — історико-регіональний тип мистецтва, що належить до напрямку Стародавнього Сходу.
Мистецтво держави Урарту зазнало сильного впливу майстрів сусідньої Ассирії, провідної держави того періоду. Розквіт урартського мистецтва припав на VIII століття до н. е. в період найбільшого піднесення Урарту. До наших днів дійшли бронзові статуетки ювелірні прикраси зброя та інші вироби ремісників Урарту.

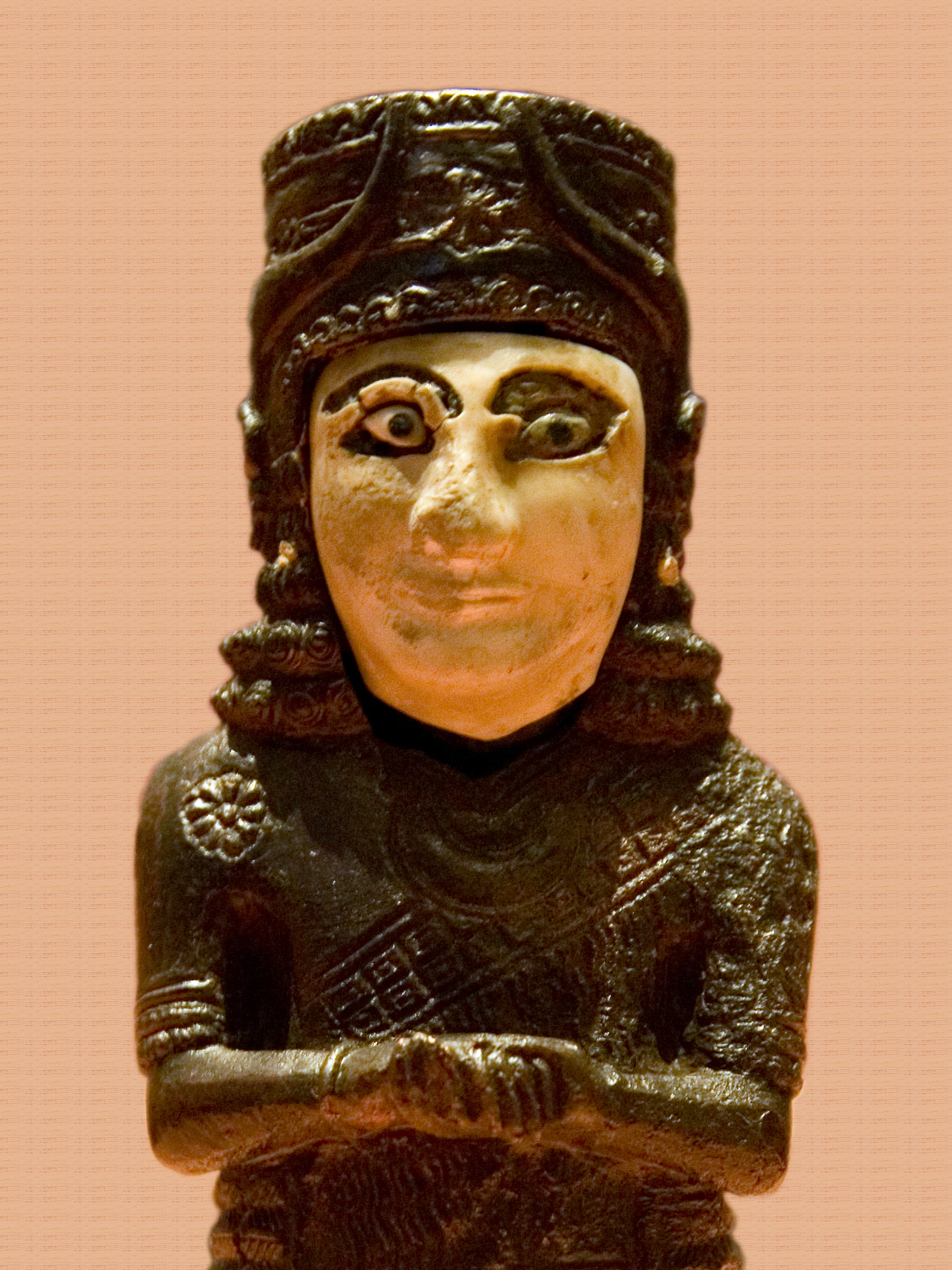
Фрагмент бронзового трону урартських царів

## Загальні відомості
Науці відома відносно невелика кількість пам'ятників урартського мистецтва. На відміну від пам'яток інших держав Стародавнього світу, всі відомі предмети урартського мистецтва можуть бути охоплені одним дослідником.
Урартське мистецтво формувалося під значним впливом сусідньої Ассирії, і, попри явні стильові відмінності, протягом тривалого часу вважалося одним із напрямків ассирійського. Учені й мистецтвознавці відзначають такі характерні риси урартського мистецтва: 1) більш виражене, ніж в інших культурах Стародавнього Сходу, слідування канону; 2) перевага надається орнаментам на противагу життєвим сценам; 3) тенденцію до багаторазового копіювання старих зразків замість подальшого творчого вдосконалення. Таким чином, стиль роботи урартських ремісників залишався незмінним протягом декількох століть і, як наслідок, поступово дедалі більше спрощувався та примітизувався.

### Історія вивчення мистецтва Урарту
У XIX столітті пробуджений інтерес європейців до старожитностей Близького Сходу надихнув археологів на наповнення європейських музеїв. Однак у той період, про існування Урарту науці не було відомо, і руїни Тушпи і Русахінілі на місці міста Ван в Османській імперії вважалися археологами слідами далекої і малоцікавої провінції Ассирії. Справді, відкриття при розкопках Ніневії, що проводилися Лейардом в Іраку, затьмарюють знахідки на березі озера Ван. Довгий час пошук урартських старожитностей хвилював швидше шукачів скарбів, чим археологів.
Таким чином, у XIX столітті в європейські музеї (Британський музей, Лувр, Ермітаж та інші) почали потрапляти предмети урартського мистецтва, знайдені приватними збирачами. Однак слабка вивченість Урарту і відсутність археологічних даних привели до того, що спочатку вчені класифікували урартські старожитності або як ассирійські, або як Сасанідські. Лише до середини XX століття, коли вивчення Урарту істотно просунулося вперед, і коли розшифрували урартський клинопис, пам'ятники урартського мистецтва були коректно класифіковані. Великий внесок у вивчення урартського мистецтва внесли також систематичні археологічні розкопки давніх урартських міст Тейшебаїні і Еребуні, що проводилися в радянські часи на території Вірменії.

## Категорії мистецтва Урарту
Пам'ятки урартського мистецтва вчені поділяють на декілька категорій.

### Бронзові статуетки
Урартські майстри могли виготовляти великі бронзові статуї. Так при розграбуванні Мусасіру ассирійці захопили бронзову статую урартського царя Аргішті I масою 60 талантів (близько 1,8 тонни). Однак до нашого часу не дійшло ні бронзових виробів такого ж розміру, ні навіть їх фрагментів.
Виявлені невеликі бронзові статуетки з Урарту фактично поділяються на три групи: прикраси трону урартських царів, прикраси мідних казанів і рідкісні статуетки урартських богів. Фактично всі урартські статуетки належать до «парадного» (придворного) прикладного мистецтва.

#### Трон урартських царів
Наприкінці XIX століття шукачі скарбів продали в європейські музеї декілька невеликих бронзових фрагментів, які при детальнішому огляді виявилися частинами одного і того ж урартського царського трону.
Частини трону, що збереглися, були виготовлені із бронзи «литтям по моделі, що виплавляється». Така методика передбачає, що кожна деталь індивідуально виготовляється спочатку з воску, потім покривається вогнетривкою формою, а потім віск випалювали розплавленим металом. Тому кожна фігурка виготовлялася окремо, відповідно, серед них немає абсолютно однакових. Позолота наносилася на фігурки з допомогою простого обгортання фігурок в тонкі золоті пластини.
| | |  |  |  |
| | Бронзові фігурки — частини трону, що зберігаються в Ермітажі, Санкт-Петербург, Росія. Фігурки зроблені з бронзи, що зберегла сліди позолоти. Обличчя звірів і божества, що стоїть на бику праворуч, були виконані з каменю, ймовірно, із дорогоцінною інкрустацією, тому майже всі обличчя і не збереглися. |  |  |  |
| | |  |  |  |
| Симетричні верхні частини трону: ліворуч з Ермітажу, праворуч — замальовка пари із Британського музею. На підставі такої подібності вчені і змогли визначити, що це частини одного і того ж виробу. Крім цього, всі фігурки мають характерні заглиблення, що призначені для кріплення до горизонтальних і вертикальних деталей. Кожен елемент кріплення був позначений відповідним ієрогліфічним знаком. | |  |  |  |

#### Прикраси казанів
Бронзові фігурки для прикрашання казанів — одні з найбільш масово збережених предметів урартського мистецтва. За цими фігурками вчені на початку XX століття вперше ідентифікували урартський стиль у мистецтві.
Урартські парадні мідні казани, очевидно, переважно використовувалися в ритуальних жертвоприношеннях. Наприклад, аннали ассирійського царя Саргона II згадують бронзовий посуд, що наповнюється вином «узливань» при здійсненні жертвоприношень богу Халді. Фігурки, що прикрашають казани, відливалися окремо, а потім приклепувалися до самих посудин.
Серед фігурок, що прикрашають казани, відзначені голови биків, а також крилаті божества, зазвичай жіночі, чоловічі рідше. Існує припущення, що ці божества були зображеннями бога Шівіні та його дружини богині Тушпуєа. Техніка лиття бронзових прикрас для казанів розповсюджувалась із Урарту в сусідні країни Малої Азії, зокрема у Фригію, і є одним із видів близькосхідного мистецтва, яке проникло в Європу. Урартські прикраси для казанів були виявлені на території Греції та Італії, їх знаходили в Родосі, Афінах, Беотії, Дельфах, Олімпії і етруських гробницях. Спочатку багато урартських прикрас були прийняті дослідниками за античні, однак із середини XX століття після детальних досліджень ці прикраси казанів були ідентифіковані і одностайно зараховані до пам'ятників урартського мистецтва. Вченими навіть відзначені випадки, коли урартські бронзові фігурки для казанів використовувалися іншими народами вдруге для прикраси нових посудин.
|  | |  |
|  | Ліворуч котел із фігурками биків, виявлений в районі Вану. Вгорі котел, виявлений при розкопках фригійського міста в Туреччині, який, тим не менш, також зараховують до урартського мистецтва. Фігурка, яка прикрашає котел, ймовірно, зображення урартського бога сонця Шівіні. |  |

#### Статуетки богів
До кінця XX століття були виявлені лише три бронзові статуетки, що зображують урартських богів. Очевидно, божества виготовлялися з бронзи лише для релігійних церемоній. Одна із статуеток, можливо бога Халді, зберігається в Британському музеї, а дві інших в Історичному музеї Вірменії (копії в музеї "Еребуні ").
|  |  | Ліворуч: Статуетка урартського бога війни Тейшеби. Була виявлена в 1941 році у при розкопках на Кармір-Блурі в руїнах урартської фортеці Тейшебаїні, названої на честь цього бога. Праворуч: Статуетка богині Арубаїні, дружини бога Халді. Багаторазово перекуповувалася приватними збирачами старожитностей, а в 1936 році потрапила в Історичний музей Вірменії. Можливо, спочатку статуетка була виявлена на березі озера Ван. |

### Зброя
До окремої категорії урартського мистецтва дослідники відносять предмети урартської зброї, що належали урартським царям. Таке парадне озброєння мало у своєму складі шоломи, мечі, сагайдаки, щити і Кольчуги. На таких предметах зображалися типові близькосхідні мотиви: леви і бики, змії, крилаті божества, вшанування дерева життя.

#### Шоломи
Вченим відомо досить багато урартських шоломів — тільки при розкопках Тейшебаїні їх було виявлено більше двадцяти. Парадні царські шоломи не відрізнялися за формою від простого бойового шолома урартського воїна, однак містили художнє карбування.
|  | |  |                                                                |  |
|  | Розгортка зображення на шоломі. Напис на шоломі:Богу Халді, владиці, цей шолом Сардурі, син Аргішті, присвятив заради життя. |  | Фрагмент зображення на шоломі, що містить мотив «дерева життя» |  |

#### Щити
Вченим відомо декілька парадних бронзових урартських щитів. Всі парадні щити були прикрашені концентричні колами левів та биків. Такі щити не були призначені для ведення бою, товщина бронзового листа, характер кріплень в задній частині таких щитів свідчить про те, що вони використовувалися для жертв (наприклад, храмам), де вішалися на стіни. Діаметр таких щитів коливався від 70 см до метра. Зображення наносилися штампом, а потім розчеканювалися різними інструментами. Композиція щитів була продумана таким чином, щоб ні одна з фігур не здавалася при огляді переверненою. Декілька таких щитів були виявлені в районі Вану, звідки потрапили в Британський музей і музеї Берліна, 14 таких щитів були виявлені при розкопках Тейшебаїні на Кармір-Блурі.
Відомо також про існування золотих урартських щитів, які не збереглися. Ассирійський цар Саргон II, що описує багатства при розграбуванні Мусасіру заніс до списку шість золотих урартських щитів масою по 6,5 кг.
| | Промальовка щита (натисніть для збільшення) |  | | Промальовка щита (натисніть для збільшення) |
| | |  | | |
| Щит Сардурі II. Клинописний напис на краю щита:Богу Халді, владиці, цей щит Сардурі, син Аргішті, присвятив. Величчю бога Халді Сардурі, цар могутній, цар великий, цар країни Біаінілі, правитель Тушпа-міста. Праворуч угорі — промальовка щита. | Щит Сардурі II. Клинописний напис на краю щита:Богу Халді, владиці, цей щит Сардурі, син Аргішті, присвятив. Величчю бога Халді Сардурі, цар могутній, цар великий, цар країни Біаінілі, правитель Тушпа-міста. Праворуч угорі — промальовка щита. |  | Щит Аргішті I. Клинописний напис на краю щита:Цей щит належить зброярні Аргішті, сина Менуа. Аргішті, син Менуа, цар могутній, цар великий, цар країни Біаінілі, правитель Тушпа-міста. Богу Халді, владиці, цей щит Аргішті, син Менуа, присвятив. Праворуч вгорі — промальовка щита. | Щит Аргішті I. Клинописний напис на краю щита:Цей щит належить зброярні Аргішті, сина Менуа. Аргішті, син Менуа, цар могутній, цар великий, цар країни Біаінілі, правитель Тушпа-міста. Богу Халді, владиці, цей щит Аргішті, син Менуа, присвятив. Праворуч вгорі — промальовка щита. |

#### Сагайдак
При археологічних розкопках було виявлено лише три царських сагайдаки, причому всі три на території Вірменії при розкопках останнього оплоту Урарту — міста Тейшебаїні. Один із колчанів був перевезений у Державний Ермітаж, два інших зберігаються в Національному історичному музеї Вірменії. Царські сагайдаки були виконані із бронзи, на лицьовій поверхні карбуванням нанесені зображення урартських воїнів.
|                                                                          |  |
| Сагайдак, що належить Сардурі II (Державний Ермітаж)                     |  |
|                                                                          |  |
| Верхня частина сагайдака Сардурі II, зображеного вгорі ліворуч.          |  |
| Сагайдак, що належить Аргішті I (Національний історичний музей Вірменії) |  |

#### Збруя
Із парадних обладунків урартських воїнів при розкопках Тейшебаїні виявлені погано збережені залишки кольчуги Аргішті I (зберігаються в музеї «Еребуні» в Єревані). Краще збереглися бронзові пояси воїнів, які були знайдені в Туреччині при розкопках Алтин-тепе, в Ірані поблизу озера Урмія, в урартських похованнях в Вірменії і при розкопках на Кармір-Блурі. Пояси виконували функцію військового обладунку, мали ширину близько 12  см і завдовжки були близько метра.
| |  | |
| Залишки урартського залізного пояса, знайденого при розкопках міста Еребуні на пагорбі Арін-Берд. Зберігаються в музеї «Еребуні» в Єревані. |  | Урартський бронзовий пояс, виявлений в околицях міста Ван. Зберігається в Музеї анатолійських цивілізацій в Анкарі. |

### Ювелірні вироби
Ювелірні вироби Урарту можна розділити на дві категорії: 1) прикраси з дорогоцінних металів і каменів, що належать до придворного мистецтва; 2) спрощені варіанти цих виробів із бронзи, що використовувалися нижчими шарами урартського суспільства. Дослідники вважають, що багато з ювелірних виробів, крім функцій прикраси, наділяли магічними властивостями як амулети.
З усього різноманіття виробів із дорогоцінних металів, які виготовлялися в Урарту, лише деякі збереглися в наш час[коли?] і доступні вченим. Аннали ассирійського царя Саргон II згадують великі вироби з дорогоцінних металів: палиці, різні посудини, підвіски тощо, виконані зі срібла або золота . Ці скарби були викрадені ассирійцями з Мусасіру в 714 році до н. е.. Вироби цього типу не збереглися. Відомі випадки, коли шукачі скарбів, розкопавши великі срібні або золоті вироби найімовірніше урартського походження, відправляли їх в переплавку. Одним із найбільших збережених ювелірних виробів Урарту є підвіска, виявлена берлінською експедицією при розкопках пізньої урартської столиці — Русахінілі і кришка казана, виявлена при розкопках Тейшебаїні.
| | |
| Срібна жіноча прикраса (пектораль) із зображенням бога Халді (на троні) та його дружини, урартської богині Арубаїні. Пектораль зберігається в Берлінському музеї. | Кришка срібного казана з фігуркою гранату, що розпускається. Підписана як власність царя Аргішті I, Національний історичний музей Вірменії. |

Серед численних дрібних ювелірних виробів урартського виробництва, виявлених при археологічних розкопках, зустрічаються золоті і срібні шпильки, золоті сережки, залишки золотого браслету й декілька медальйонів. Ці знахідки були зроблені при розкопках на території сучасних Туреччини та Вірменії. Жіночі ювелірні прикраси часто зображують урартську богиню Арубаїні, дружину верховного бога Урарту, Халді. Крім цього, на ювелірних виробах Урарту поширені мотиви Месопотамії: «дерево життя», «крилатий диск» та інші. Серед «народних» ювелірних виробів були широко поширені браслети і сережки з бронзи сердолікові намиста та інше. В Урарту, як і в багатьох інших державах Стародавнього Сходу, прикраси носили як жінки, так і чоловіки.
| |  |  |  |
| Ліворуч і вгорі: урартські золоті сережки та срібні медальйони (пошкоджені пожежею під час штурму Тейшебаїні), виявлені під час розкопок на Кармір-Блурі Національний історичний музей Вірменії. Праворуч: урартські сердолікові намиста, викуплені у шукачів скарбів у районі Вану, Музей анатолійських цивілізацій. |  |  |  |

### Вироби з каменю
Несподівано, але збереглося відносно мало урартських художніх кам'яних виробів. Всупереч очікуванням учених на Ванській скелі у місті Ван не було виявлено кам'яних барельєфів або монументальної скульптури. Не було виявлено великих кам'яних виробів і при розкопках в Топрах-Кале, хоча, наприклад, на барельєфі ассирійського царя Саргона II, що зображують урартське місто Мусасір, видно, що в храмах Мусасіру були встановлені великі статуї. Декілька незначних залишків кам'яних рельєфів були виявлені в інших районах Туреччині. Можливо, що перша резиденція урартських царів в Тушпі та наступна в Русахінілі після захоплення мідійцями зазнали серйозних руйнувань, і монументальна скульптура була знищена.
| |  |  |  |  |
| Ліворуч: Залишки великого кам'яного барельєфу із зображенням бога Тейшеба, що стояв на бику. Виявлені в руїнах урартської фортеці в Адільджевазі, зберігаються в Ванському музеї; Угорі: Дві кам'яні скриньки, виявлені при археологічних розкопках на Кармір — Блурі. Зберігаються в музеї «Еребуні» в Єревані. На правій: зображення грифонів і крилатого диска. |  |  |  |  |

### Керамічні вироби
Вченим відомо багато різноманітних урартських виробів виконаних із глини. Урартські гончарі, крім простих керамічних виробів, що використовувалися в господарських цілях, виготовляли художні зразки кераміки, прикрашені зображеннями божеств і тварин. Деякі ритуальні та царські посудини виготовлялися із глини з наступним забарвленням.
| |  |  |  |  |
| Зліва направо: Глиняний рітон у вигляді чобота. Виявлений при розкопках на Кармір-Блурі. Зберігається в Національному історичному музеї Вірменії; Рітон у формі горлової частини тварини. Знайдений в районі Вану. Зберігається в Археологічному музеї Стамбула; Ангобований ритуальний посуд із зображенням биків. Виявлений при розкопках поховання урартської епохи на території Вірменії. Зберігається в Музеї «Еребуні». |  |  |  |  |

### Вироби з дерева і кістки
Вироби з кістки, і особливо з дерева, в силу поганого збереження цих матеріалів — нечасті археологічні знахідки для періоду Стародавнього Сходу. Тим не менше, декілька таких виробів було виявлено археологами, головним чином у вигляді уламків. Наприклад при розкопках Тейшебаїні були виявлені шматки орнаментально прикрашених кісткових гребенів, що, можливо, використовувалися вельможними урартами. Фактично єдиним твором урартського мистецтва з дерева є унікальна голова коня, також виявлена при розкопках Тейшебаїні. Голова коня прикрашала якийсь більш великий дерев'яний виріб.
| |  |  |  |  |
| Зліва направо: Урартський канделябр, виявлений при розкопках у Топрах-Кале. (Дерев'яні вставки — сучасні, кісткові і бронзові — оригінальні). Зберігається в Музеї анатолійських цивілізацій в Анкарі; Прикраса ніжки цього ж канделябру у вигляді лева; дві накладні кісткові пластини, що прикрашали інші вироби із зображенням богів (виявлені при розкопках у Топрах-Кале, зберігаються в Музеї анатолійських цивілізацій); дерев'яна голова коня, виявлена при розкопках на Кармір-Блурі, зберігається в Національному історичному музеї Вірменії. |  |  |  |  |

### Настінні розписи
Особливий клас пам'ятників урартського мистецтва представляють кольорові настінні розписи, що дивом збереглися в руїнах урартської фортеці Еребуні. Хоча подібні розписи були широко поширені в Месопотамії і, безсумнівно, запозичені урартами звідти, саме в Еребуні фрески збереглися краще, ніж у руїнах інших стародавніх міст Близького Сходу, що робить їх унікальним пам'ятником мистецтва Стародавнього Сходу. Еребуні, на відміну від багатьох інших урартських міст, не було спалено у війні, а залишено без бою і згодом занедбано, що й допомогло зберегти унікальні розписи. Деякі настінні розписи з Еребуні після консервації були виставлені на експозицію в єреванському музеї «Еребуні».
|  |  |  |
|  |  |  |

### Циліндричні печатки
В Урарту, аналогічно іншим давнім державам Близького Сходу, використовувалися циліндричні печатки. Технологія і мотиви, що зображені на урартських печатках, були явно запозичені у сусідній Ассирії. При цьому якість і художня цінність, тих що дійшли до нас, урартських печаток значно поступається ассирійським зразкам. Однак, урартські печатки також використовуються для вивчення урартського мистецтва.
| |  |  |
| На циліндричних печатках традиційно зображалися космічні або релігійні мотиви, рідше сцени полювання. На представлених зразках проглядаються місяць та зірки, лучники, що стріляють, і, можливо, дерево життя. |  |  |

## Спадщина урартського мистецтва
Після падіння Урарту в VI столітті до н. е. певні риси урартського мистецтва були занотовані вченими в урартських сусідів і послідовників. Наприклад, при розкопках міста Еребуні був знайдений скарб срібних виробів епохи Ахеменідів, в яких простежувалися урартські художні прийоми зображення людини.
|  |  |  |  | Срібні рітони ахеменідської епохи поєднують елементи східного давньогрецького і урартського мистецтва. Цей факт, зокрема, дав підставу вченим говорити про вплив урартського мистецтва на перські . |

Б. Б. Піотровський виробив ряд спостережень, які дозволяють стверджувати, що техніка і художнє оформлення скіфських поясів, піхов та деяких інших предметів, ймовірно, були запозичені в урартів. Крім цього, дослідники відзначають, що урартські прикраси котлів проникли (за допомогою сусідніх народів) в античний світ і створили, серед всіх інших видів мистецтва Стародавнього Сходу, певний вплив на античне мистецтво.
Нарешті, великий культурний вплив Урарту, здійснила на країни Закавказзя і Вірменію, зокрема. Цей вплив простежується в архітектурі, іригації, ремеслах. Хоча вченим і мистецтвознавцям важко аргументувати такий вплив саме у мистецтві (у зв'язку з нечисленністю зразків, що дійшли до нас) культурний вплив Урарту на Вірменію і південну Грузію вважається загальноприйнятим. Словами мистецтвознавця Нонни Степанян: «Судити достатньо обґрунтовано про вплив урартської культури і мистецтва на культуру і мистецтво Закавказзя, Вірменії зокрема, важко, але сліди цієї культури безсумнівні.».